# Сухов Олександр Опанасович
Олександр Опанасович Сухов (2 липня 1881 — 25 листопада 1944) — сходознавець, географ, професор.

## Біографія
Олександр Сухов народився 2 липня 1881 у Санкт-Петербурзі у родині медиків. В 1900 році закінчив із золотою медаллю гімназію.
У 1902 році вступив до Санкт-Петербурзького технологічного інституту, проте після трьох років навчання був виключений за участь у революційному русі. Став професійним революціонером-меншовиком. В 1908 році переїхав до Одеси, де невдовзі був заарештований і засланий на три роки у північне місто Онегу за «антидержавну» діяльність. Після заслання протягом 1911—1914 років навчався на природничому факультеті Єнського університету (Німеччина) і продовжував активну революційну діяльність.
Після лютневої революції 1917 року став одним із відомих діячів фракції меншовиків, їздив по містах, де проводив агітацію на зборах і мітингах. У квітні 1917 року від Новочеркаського комітету меншовиків був делегатом на сьомій Всеросійській конференції РСДРП(б) в Петрограді, а в період 16 червня — 7 липня 1917 — делегатом першого Всеросійського з'їзду Рад робітничих, солдатських і селянських депутатів, на якому від фракції соціал-демократів меншовиків його обрали членом ВЦВК.
У серпні 1917 року повернувся на постійне проживання до Одеси, де його застали події Жовтневої революції. Протягом трьох років входив до комітету місцевої організації меншовиків, а у 1919 році був обраний гласним Одеської думи.
У 1921 році вийшов з партії меншовиків та почав активно займатися науковою та організаційно-викладацькою роботою.
В 1921 році брав участь у налагодженні навчального процесу в Одеському інституті народного господарства, в якому вів плідну педагогічну роботу — створив першу в Україні кафедру економічної географії та очолював її до часу реорганізації інституту в 1930 році.
В 1921 році Народний комісаріат освіти УРСР присвоїв О. О. Сухову вчене звання професора.
У 1930 році, у зв'язку з реорганізацією Одеського інституту народного господарства у фінансовий інститут, перейшов до Новосибірського інституту народного господарства, де завідував кафедрою економічної географії.
В 1934 році повернувся до Одеси, де одночасно обіймав посади завідувача кафедри фізичної географії Одеського державного університету та завідувача кафедри географії Одеського педагогічного інституту.
У березні 1938 року був заарештований та засуджений до виправних робіт строком на 5 років. Перебував у різних таборах Сибіру, останній з яких був у м. Маріїнську Новосибірської області. Відбувши весь термін покарання, він так і не був звільнений вчасно, оскільки йшла війна. В 1944 році його звільнили, але залишили працювати вільнонайманим у навчально-дослідному комбінаті Сиблагу НКВС СРСР ботаніком по збору лікарських трав.
У серпні 1944 року вчений опинився в шпиталі, де помер 25 листопада 1944 року від запалення легенів.
Реабілітований у 1959 році.

## Наукова діяльність
Перебуваючи на посаді професора інституту народного господарства, розробив та читав курси економічної географії України, СРСР, Англії, Німеччини, Франції, США та інших країн.
Найважливішим у творчій діяльності вченого стало створення у 1921 році першого в Україні підручника «Економічна географія України», який витримав три видання українською та російською мовами. В 1930 році за його авторством побачив світ підручник «Економічна географія СРСР та УРСР».
У 1920-х роках проводив активні наукові пошуки. В 1922 році був обраний дійсним членом першої в Одесі кафедри наукового комунізму, завдання якої полягало в організації семінарів, виданні журналів, відкритті товариства з метою розповсюдження марксистських знань і підготовки аспірантів.
У 2-й половині 1920 років завідував соціально-економічним сектором Одеського відділення Наукової асоціації сходознавства, завідував секцією Харківської науково-дослідної кафедри світового господарства. За кілька років існування секція мала сім аспірантів, які спеціалізувалися на вивченні економіки та народного господарства Туреччини, країн Арабського Сходу й Персії. Результатом діяльності філії стала книга «Далекосхідний велетень» з доповненнями про стародавню та нову історію Китаю й понад десяток статей і рецензій у періодичних виданнях Одеси і Харкова. У друкованому органі асоціації сходознавства — журналі «Східний світ» надрукував шість статей і рецензій, а також виступив з доповідями на обох з'їздах сходознавців (1927, 1929 рр.). На засіданнях філії виступив із доповідями: «Сучасна Туреччина», «Англійці в Індії», «Події в Кантоні та їх значення в Хінському революційному русі», «Якутський епос», «Торгівля Хіни та Індії з країнами арабської культури» та ін.
Був одним з редакторів Одеського відділення Державного видавництва України, де редагував географічну та художню літературу.

## Праці
- Економічна географія України. — 2-ге вид. — Одеса, 1923. — 200 с.
- Экономическая география Украины. — 3-е изд., перераб. и доп. — Одесса, 1924. — 220 с.
- Идеи революции и эволюции в естествознании. — 2-е изд. — Одесса, 1924. — 193 с.
- Инотсранная интервенция на Одесщине. — Одесса, 1927. — 104 с.
- Далекосхідний велетень: Доповнення про стародавній та новий Китай. — К., 1928. — 117 с.
- Аграрно-кліматична проблема внутрішнього плато Туреччини. // Східний світ. — 1929. — № 3/9. — С. 37—49.
- Енокомічна географія СРСР та УРСР. — Одеса, 1930. — 210 с.
- Торгівля Хіни з країнами арабської культури за часи середньовіччя // Східний світ. — 1930. — № 10/11. — С. 183—220.